# Морски пауци
Морски пауци (Pycnogonida) су мала група морских пауколиких животиња распрострањени од поларних до тропских мора. Насељавају како литоралне тако и зоне великих морских дубина. Они су космополистски, присутни су у океанима широм света. Постоји преко 1.300 познатих врста, са распоном ногу у опсегу од 1 mm (0,04 in) до преко 70 cm (2,3 ft). Већина врста се налази кратконогом крају овог опсега, они обитавају у релативно малим дубинама. Међутим, они могу да нарасту и да буду веома велики на Антарктику и дубоким водама.
Положај ове групе је дуго био непознат, јер су врло специфичне анатомије. Данас их већина зоолога сврстава у хелицерате, зато што им је: први пар екстремитета хелицере и мозак је сличне грађе као код осталих хелицерата. Мада морски пауци нису прави пауци, или чак зглавкари, њихова традиционална класификација као хелицерати их ставља ближе правим пауцима него другим добро познатим групама артропода, као што су инсекти или ракови. Међутим, ово је спортно, јер генетичка евиденција сугерише да су они сестринска група са свим другим постојећим артроподима.

### Спољашња анатомија
Тело морских паукова је сићушно величине од 1mm - 1 cm, док су екстремитети јако дугачки па код неких врста, као нпр. Nymphon rubrum, могу достићи дужину и од 25 cm (видети слику). Тако тело изгледа као да је изгубљено. Подељено је на :
- прозому или главеногрудни регион који се састоји од:

1. пробосциса управљеног ка напред;
2. три главена и једног грудног сегмента који су спојени;
3. три, четири или 5 грудних (зависно од врсте) сегмената.
- опистозому која је као мали додатак на прозоми који носи анални отвор и не садржи екстремитете.

### Екстремитети
Са сваког сегмента прозоме полази по пар екстремитета:
1. пар су хелицере које полазе са стране базе пробосциса;
2. пар су палпи који су изграђени од различитог броја чланака (најчешће од 8-10), а могу код појединих врста да буду и редуковани;
3. пар су тзв. овигерне ноге које служе за ношење јаја и имају их мужјаци, док су код женки редуковане.
4. 4 до 6 пари ногу за ходање, чији број зависи од броја прозомалних сегмената.

### Унутрашња грађа
Цревни систем се састоји од следећих делова:
- усни отвор који се налази на врху пробосциса;
- ждрело које је цевасто, протеже се дуж пробосциса и њиме се усисава и ситни храна;
- једњак, који се наставља на ждрело а другим краје се повезује са следећим делом;
- средње црево је разгранато и представља главни део за унутарћелијско варење (интрацелуларно) хране, а затим се сварена храна помоћу наставака (названих дивертикулуми или цекуми) транспортује до врхова екстремитета;
- задње црево које је врло кратко и завршава се аналним отвором.

Крвни систем је отвореног типа. Састоји се од цевастог срца које је смештено у дорзалном делу миксоцела. Крв из срца излази у миксоцел, а затим одлази у све делове тела и враћа се поново у срце преко отвора названих остије.
Дисање обављају целом површином тела пошто немају посебних респираторних органа.
Нервни систем је лествичастог типа и састоји се од:
- дводелног мозга кога чине протоцеребрум и тритоцеребрум;
- парно трбушно стабло изграђено од 4-5 пари ганглија.

Чула су им највероватније слабо развијена мада о њима има мало података. Зна се за постојање 4 пара простих очију, оцела, на задњем делу главеног региона.
Полови су одвојени и мужјаци се разликују од женки по томе што имају ноге за ношење јаја. Гонаде имају облик латиничног слова у и гранају се слично средњем цреву залазећи у екстремитете. Женке полажу јаја директно на ноге мужјака или их они сакупљају и лепе, а затим преливају сперматозоидима. Код појединих врста млади, који се излегу из јаја, довршавају развиће пресвлачењем. Код појединих врста млади остају извесно време на мужјацима, док код других паразитирају на полипима.

## Класификација
Класа Pycnogonida се састоји од приближно 1.300 врста, које се нормално деле у осамдесет шест родова. Коректна таксономија унутар групе је неизвесна, и усаглашени списак родова није доступан. Сходно томе, фамилије су наведене у таксономској кутији, све од којих се сматрају делом једног рода Pantopoda.
За морске пауке се дуго сматрало да припадају подтипу Chelicerata, заједно са потковичастим раковима, и класом Arachnida, која обухвата пауке, гњиде, крпеље, скорпије, и косце, између осталих, мање познатих редова.
Конкурентска теорија предлаже да пикногониди припадају њиховој засебној линији, различитој од хеликерата, ракова, стонога или инсеката. Ова теорија тврди да су морски пауци хелифори, који су јединствени међу постојећим зглавкарима, и нису на било који начин хомологни са хелицерима у реалним пауколиким животињама, како се то раније сматрало. Уместо развијања из деутоцеребрума, код њих је дошло до развоја из протоцеребрума, предњег дела мозга зглавкара који се налази у првом сегменту главе, који је код свих других зглавкара послужио само за развој очију. Ово својство се не среће код других зглавкара, изузев код неких фосилних форми, као што је Anomalocaris, из чега следи да је Pycnogonida сестринска група свих других постојећих зглавкара, која је еволуирала из неког претка који је изгубио протоцеребралне додатке. Ако би се ово потврдило, то би значило да су морски пауци задњи преживели (и веома модификовани) чланови једне древне матичне групе зглавкара који су живели у камбријумским океанима. Међутим, накнадне студије користећи обрасце изражавања хомеостатичких гена нису пружила подршку овој теорији.
Један недавни рад ставља Pycnogonida изван Arachnomorpha као базалне припаднике Euarthropoda, али унутар Chelicerata (на бази извесне хомологије морских паука и Chelicerae).

## Таксономија
Према Светском регистру морских врста ред Pantopoda се дели на следећи начин:
Подред  укључујући следеће потпородице:
- 1904
- 1881
- 1904
- 1891
- 1904
- 1978

Подред Stiripasterida Fry, 1978 укључујући следећу фамилију:
- Stock, 1954

Подред  укључујући следеће изумрле родове:
- Poschmann & Dunlop,}- 2005 †
- Bergstrom, Sturmer & Winter,}- 1980 †

Фамилија Pantopoda incertae sedis укључујући следеће родове:
Ова таксономска класификација замењује старију верзију у којој су Pantopoda биле подељене у фамилије на следећи начин:

## Фосилни запис
Упркос тога што су фосилни записи о пикногонидима оскудни, јасно је да су они некад поседовали целом, који је касније изгубљен, и да је ова група веома стара.
Најстарији фосили су камбријски орстен из Шведске, силурска Венлошка серија из Енглеске и девонски Хунсришки шкриљац из Немачке. Неки од тих узорака су значајни по томе што поседују дужи 'труп' иза абдомена и код два фосила тело се завршава репом; што је својство који није присутно код постојећих морских паука. Године 2013, први фосил пикногонида је пронађен у једном ордовицијумском депозиту из језера Вилијам у северној Манитоби.
Године 2007, изузетно добро очувани фосили били су изложени у фосилним лежиштима у Ла Вулт сур Роне, јужно од Лиона у југоисточној Француској. Истраживачи из Универзитета у Лиону су открили око 70 фосила три засебне врсте у 160 милиона година старом јурском депозиту Ла Вулт Лагерштету. Ови налази помажу у попуњавању енормне празнине у историји ових створења.